# 陳侑昫
陳侑昫（1990年10月1日—）為臺灣男子籃球運動員，場上位置為前鋒，現效力於超級籃球聯賽臺灣銀行。陳侑昫來自三民家商，曾擔任籃球校隊隊長。就讀義守大學期間曾奪下大專籃球聯賽最佳五人殊榮，2014年9月在超級籃球聯賽新人選秀會第二輪獲得臺灣銀行青睞，在超級籃球聯賽前三個球季上場機會不多，總計僅攻下18分，2017年夏天臺灣銀行由韋陳明重掌兵符，韋陳明親自陪陳侑昫練球兩個月，2017年12月9日對上台灣啤酒一役陳侑昫拿下16分，寫下個人生涯得分新高。

## 外部連結
- 陳侑昫在fiba.basketball（英语）
- 陳侑昫在Eurobasket.com（球員）（英语）
- 陳侑昫在RealGM（英语）
- 陳侑昫在Proballers（英语）
- 陳侑昫在Flashscore（英语）